# CD-i
CD-i(Compact Disc Interactive)는 필립스에서 개발한 대화형 멀티미디어 CD 플레이어이다. 텍스트, 오디오, 애니메이션, 비디오 등을 기록하기 위해 1986년 필립스와 소니가 제안한 기술로 그린북(Green Book)이라는 표준 규격으로 제정되었다.
최초의 CD-i 플레이어는 필립스에서 1991년 700달러에 발매하였으며 대화형 CD-i 디스크와 오디오 CD, CD+G(CD+Graphics), 가라오케 CD를 기본으로 재생할 수 있었으며, 옵션인 디지털 비디오 카드를 추가하면 비디오 CD(VCD)를 재생할 수 있었다.

## 세부 사항
초기에는 주로 교육이나 음악, 자기 계발 소프트웨어가 발매되었으며 게임은 극히 적은 수의 보드나 퍼즐 게임이 발매되었다. 나중에 7번째 손님이나 미스트, 레밍스 등과 같은 PC 게임 이식이나 필립스와 닌텐도의 기술 협정으로 《호텔 마리오》나 《젤다의 전설》 등과 같은 전용 게임 발매로 게임 시장 진출의 발판을 마련하려고 했지만 이후 출시된 플레이스테이션이나 세가 새턴, 닌텐도 64 같은 더 싸고 강력한 성능의 게임기로 인해 그러한 노력들은 무산되었다. 필립스의 다각도의 마케팅에도 불구하고 CD-i 타이틀에 대한 소비자의 관심은 낮았으며 1994년 CD-i의 판매는 둔화되었고 1998년에 제품 판매는 중단되었다. 1998년까지의 판매량은 57만 대다. AVGN (앵그리 비디오 게임 너드)가 CD-i를 리뷰 하기도 했다.

## 제품
- CD-i 200 시리즈(205, 210, 220 모델) : 기본적인 모델.
- CD-i 300 시리즈(310, 350, 360, 370 모델) : 휴대용 버전.
- CD-i 400 시리즈(450, 470, 490 모델) : 저가형 모델. 적외선 리모트 콘트롤러는 옵션.
- CD-i 600 시리즈(601, 602, 604, 605, 615, 660, 670 모델) : 응용 프로그램 및 소프트웨어 개발용. 플로피 디스크 드라이브나 키보드 등 컴퓨터 주변기기와 연결할 수 있다.
- 이 밖에 미니 콤포넌트 오디오 FW380i이나 텔레비전에 내장된 21TCDI30 등이 있다.

필립스 이외에 마그나복스, 금성(현 LG전자), 디지털 비디오 시스템, 메모렉스, 그룬딕, 소니, 쿄세라, NBS, 하이스크린, 뱅 앤 올룹슨 등과 같은 회사가 제조 판매하였다.

## TeleCD-i
1992년 필립스의 파트너인 CDMATICS는 TeleCD-i를 개발했는데 CD-i를 PSTN, 인터넷 등의 네트워크에 연결해 풍부한 미디어 제공과 데이터 통신을 가능하게 만들었다. 네덜란드의 잡화 체인점인 Albert Heijn와 통신판매회사인 Neckermann Shopping는 TeleCD-i를 도입해 홈쇼핑에 이용했다.

## 사양
- CPU: 필립스 68070 15.5 MHz (16비트 68000 CISC 코어)
- RAM: 1.5 MB
- 그래픽: 해상도 384 × 280, 768 × 560. 1670만 색
- 사운드: 16비트 스테레오 ADPCM 8채널
- 운영 체제: CD-RTOS (마이크로웨어 OS-9 커스텀)
- CD-ROM 드라이브
- MPEG 1 카트리지(비디오CD 재생)
- CD-i 마우스
- 롤러 컨트롤러
- CD-i 트랙볼
- 입출력 포트 스플리터
- 터치패드 컨트롤러
- 게임패드 컨트롤러
- IR 무선 컨트롤러
- S-비디오 케이블

## 같이 보기
- 3DO 인터랙티브 멀티플레이어
- 미니디스크
- CD-ROM
- 비디오 CD
- 슈퍼 패미컴 CD-ROM 어댑터
- 메가 CD
- FM 타운즈
- PC 엔진 듀오